# Belmiro Braga
Belmiro Braga là một đô thị thuộc bang Minas Gerais, Brasil. Đô thị này có diện tích 392,319 km², dân số năm 2007 là 3067 người, mật độ 7,7 người/km².